# 中西伸彰
中西伸彰（日语：／ Nakanishi Nobuaki），日本男性動畫導演、動畫演出家。

## 來歷
中西伸彰在日本動畫，主要擔任《世界名作劇場》系列的製作進行，後來成為演出家。
離開日本動畫後，他曾參與MADHOUSE、雲雀工作室、動畫工房的許多作品。

## 參加作品

### 電視動畫
1983年
- 阿爾卑斯物語 我的安妮特（製作進行）

1984年
- 牧場上的少女卡特莉（製作進行）

1985年
- 莎拉公主（製作進行）

1986年
- 愛少女波麗安娜物語（製作進行）

1987年
- 愛的小婦人物語（製作進行）
- 十五少年漂流記（製作進行）

1988年
- 小公子西迪（製作進行）

1989年
- 彼得潘的冒險（製作進行）

1990年
- 長腿叔叔（演出助手）

1991年
- 崔普一家物語（分鏡、演出、演出助手）

1992年
- 大草原上的小天使 灌叢嬰猴（分鏡、演出、演出助手）

1993年
- 小婦人物語 南與喬老師（分鏡、演出）
- 家有賤狗（—1994年，分鏡、演出[1]）

1994年
- 咕嚕咕嚕魔法陣 (1994年版)（—1995年，導演、分鏡）

1996年
- 名犬萊西（分鏡、演出）

1997年
- 新·天地無用！（分鏡）

1998年
- 炸彈人 彈珠人爆外傳（—1999年，導演、分鏡、演出）
- 庫洛魔法使（—2000年，分鏡、演出）

1999年
- A.D.POLICE（日语：A.D.POLICE）（演出）
- 快感指令（日语：快感・フレーズ）（—2000年，分鏡、演出）
- 藍色戰慄（—2000年，分鏡、演出）

2000年
- 外星人田中太郎（—2001年，分鏡、演出）

2001年
- 神影小偵探（—2002年，分鏡、演出）
- 地球防衛家族（演出）

2002年
- HAPPY★LESSON THE TV（分鏡、演出）
- 魔法咪路咪路（—2003年，分鏡、演出）

2003年
- 魔法咪路咪路Golden（—2004年，分鏡、演出）

2004年
- （—2005年，導演）
- 奇幻兒童（—2005年，分鏡）

2005年
- 奇域大冒險（—2006年，分鏡）

2006年
- 女生愛女生（導演、分鏡、演出）
- 地上最強新娘（—2007年，導演、分鏡、演出）

2007年
- MOONLIGHT MILE 2nd Season -Touch down-（日语：MOONLIGHT MILE）（演出）
- Myself; Yourself（分鏡、演出）

2008年
- 忍者亂太郎（分鏡）
- 戀姬†無雙（導演、分鏡、演出）

2009年
- 真·戀姬†無雙（導演、分鏡、演出）

2010年
- 真·戀姬†無雙 ～少女大亂～（導演、分鏡、演出）

2011年
- 輕鬆百合（分鏡、演出）
- 幸福光暈 ～hitotose～（演出）

2012年
- Battle Spirits 霸王（演出）

2013年
- 開漫—啦！（導演、分鏡、演出）

2014年
- 暴坊力士!! 松太郎（日语：のたり松太郎）（演出）

2019年
- No Guns Life（演出）
- 花牌情緣3（演出）

2020年
- 歌舞伎町夏洛克（演出）
- 先鋒飛車 極速合體 地球防衛隊（演出）
- 大貴族（演出）

2022年
- 這個僧侶有夠煩（導演）
- 惑星公主蜥蜴騎士（導演）

2023年
- 靠著魔法藥水在異世界活下去！（導演、分鏡、演出）

2025年
- 歌聲是法式千層酥（分鏡）

### 電影動畫
1996年
- 劇場版 咕嚕咕嚕魔法陣（導演）

2005年
- 決鬥大師：闇之城的魔龍凰（演出）

### OVA
2009年
- 真·戀姬†無雙 †哈哇哇DVD七卷是OVA特別版呦～†（導演、分鏡、演出）

### 網路動畫
2008年
- （分鏡）

2022年
- 羅馬浴場（分鏡）

## 相關項目
- 日本動畫師列表（日语：アニメ関係者一覧）
- 日本動畫